# Aleochara quadrata
Aleochara quadrata är en skalbaggsart som beskrevs av Sharp 1883. Aleochara quadrata ingår i släktet Aleochara och familjen kortvingar. Inga underarter finns listade i Catalogue of Life.